# بیدستان (البرز)
بیدستان شهری در شهرستان البرز استان قزوین در کشور ایران است.
این شهر دارای سفره‌های آب زیرزمینی قابل توجهی است که در حال حاضر بخش عظیمی از آب شهر قزوین از این محل تأمین می‌شود.

## مردم
زبان مردم بومی و اکثریت این شهر ترکی آذربایجانی
و چون شهری مهاجرپذیرست زبان فارسی هم در این شهر تکلم میشود. 